# Horváth Csaba (kenus)
Horváth Csaba (Budapest, 1971. április 7. –) olimpiai bajnok magyar kenus.

## Pályafutása
A Központi Sportiskolában kezdett el kenuzni, majd 1984-től a Budapesti Honvédba igazolt. 1990-ben alacsony termete miatt, eltanácsolták a Honvédból. Ekkor került a Csepel SC-hez, Ludasi Róbert edző irányítása alá, aki Kolonics Györggyel rakta össze egy hajóba 1992-ben, és a páros 1993-tól a kenuzásban egyedülálló sorozatba kezdett. 1993 és 1998 között 11 világbajnoki címet nyert: Kolonics Györggyel párosban hatszor állhatott a dobogó legfelső fokára, míg a különböző távú négyesek tagjaként ötször lett világbajnok. C-2 500 méteren négy világbajnoki címet szereztek  Koloniccsal 1993 és 1998 között, és minimális különbséggel ugyan - 0,036 másodperccel -, de megnyerték az 1996-os atlantai olimpiát is, amelyen 1000 méteren még egy bronzérmet is szereztek. Legsikeresebb világversenye az 1995-ös duisburgi volt, amelyen öt világbajnoki aranyérmet ért el. 1999-ben még C-4 1000 méteren harmadik lett a világbajnokságon. Kolonics Györggyel utoljára 2000-ben a szegedi vk versenyen lapátoltak együtt. Ezután befejezte pályafutását. Sportmenedzseri diplomát szerzett, s egyben szakács szakvizsgával is rendelkezik. Kolonics György halála után egyike volt a Kolonics Alapítvány létrehívóinak és tagja a kuratóriumnak.

## Díjai, elismerései
- Az év magyar csapatának tagja (1995, 1996)
- Az év magyar kenusa (1995, 1996, 1998)
- A Magyar Köztársasági Érdemrend tisztikeresztje (1996)
- Az év magyar csapata második helyezett (1997, 1998)